# Johannes Schmidt
Johannes Schmidt (Prenzlau, 29 luglio 1843 – Berlino, 4 luglio 1901) è stato un linguista tedesco, famoso per aver sviluppato la Teoria delle onde (Wellentheorie) sul mutamento linguistico.

## Biografia
Fu professore straordinario a Bonn nel 1873; divenne poi ordinario, insegnando a Graz e dal 1876 a Berlino.
Fu discepolo devoto di August Schleicher, da cui prese le basi per sviluppare la teoria che lo ha reso famoso.